# Francisco Sarañana
Francisco Sarañana, a veces también como Sarrañana, (¿?-Barbastro, 25 de octubre de 1792) fue un compositor y maestro de capilla español.

## Vida
Es muy poca la información que se tiene sobre la vida de Francisco Sarañana. Se desconoce tanto las circunstancias de su nacimiento como las de su formación musical. Al parecer tenía un hermano en Zaragoza, Pablo Sarañana, que ejercía de sastre.
Las primeras noticias que se tienen de él son de su admisión como maestro de capilla de la Catedral de Barbastro, el 28 de agosto de 1754, cargo que ganó por oposición, siendo el único candidato:

Admítase en Maestro de Capilla a Francisco Sarañada único opositor

En 28 de los mismos, congregados en Cabildo extraordinario todos, parecio D. N. Alfaro Maestro de Capilla Música, que había sido llamado por el Cabildo, para examinar los opositores que concurriesen a pretender la plaza vacante de Maestro de Capilla Musical de esta Santa Iglesia, hizo relación de haber en cumplimiento de su encargo, y oficio de que había sido llamado, de haber examinado con bastante rigor a nuestro único opositor y haberlo hallado suficientemente hábil en todas y cada una de las materias propias del Ministerio y oficio de Maestro de Capilla, como lo había advertido el Cabildo en el desempeño de las funciones y ejercicios que había ejecutado previamente, y oído este informe, fue admitido el dicho en Maestro de Capilla, y al dicho Alfaro se le dieron 10 pesos de gratificación por los cinco días de su ocupación y vuelta a su Iglesia de Alquézar de que doy fe.
Thomas Galvan. Secretario

Entre sus obligaciones, que aparecen explícitamente en el Libro de Consuetas y Ordinaciones del Choro, se encuentran la composición de la música para las fiestas de guardar; dirigir la capilla de música y preparar los ensayos; cuidar y educar a los infantes en música y liturgia; examinar y evaluar a los músicos candidato para la capilla. En general, sus obligaciones correspondían a las de otros maestros de capilla españoles.
Durante su magisterio la capilla estaba formada entre cinco y siete miembros, además del maestro, el organista y los infantes del coro, que habitualmente eran cuatro, aunque en ocasiones llegaron a ser solo dos. En 1766 la plantilla era la siguiente:

Fabrica que da al Cabildo Millaruelo desde principios de mayo de 1765 hasta últimos de abril de 1766

Pague a Marzal organista por todo el año: 50 l

A Sarañana Maestro de Capilla: 50 l

Al mismo por los Infantes: 48 l

A Sanclemente Sochantre: 60 l

A Marcos lon: 40 l

A Ayllon: 50 l

A M Cuello: 50 l

A Brotos por tres meses: 12 l 9 s

Al que vino de Zaragoza a la oposición: 1 l

A Ximenez contralto este último de Abril: 14 l 12 s

A Asensio: 25 l

A Gonzalez: 25 l

A Lafon Campanero: 25 l

[...]

Durante estos años Sarañana solicito la venia del cabildo para contraer matrimonio. Se sabe que tuvo descendencia y que tuvo que dejar el cuidado de los infantes, que fueron al cuidado del organista Diego Llorente y Sola. También se sabe que solicitó una capellanía, aunque no se conoce si le fue concedida. También fue responsabilidad suya vigilar los arreglos del órgano.
Sarañana permanecería en el cargo hasta su fallecimiento el 25 de octubre de 1792, en la más abyecta pobreza. Las cuentas de fábrica muestran que ese año Sarañana había ganado 29 libras hasta octubre, los gastos de enfermedad fueron 9 libras y su entierro 50 libras. La familia presentó un memorial solicitando limosna para la esposa y el hijo.

## Obra
Se conservan composiciones de Sarañana en la caja número 20 del Archivo de Música de la Catedral de Barbastro, según un inventario de obras realizado en 1988. Se trata de dos pliegos de textos de villancicos de para los maitines de Navidad de 1754 y 1760, además de 26 otras obras.  Los dos villancicos fueron impresos por Francisco Tomás Revilla en Zaragoza.